# كأس تركيا 2018–19
كأس تركيا 2018–19 هو الموسم 57 من كأس تركيا. أقيم خلال الفترة 28 أغسطس 2018 وحتى 15 مايو 2019، وأشرف على تنظيمه اتحاد تركيا لكرة القدم، وكان عدد الأندية المشاركة فيه 166، وفاز فيه غلطة سراي.